# Lucas Lund
Lucas Lund, né le 19 mars 2000 à Bruunshåb (en) au Danemark, est un footballeur danois qui joue au poste de gardien de but au Viborg FF.

## Biographie

### En club
Né à Bruunshåb (en) au Danemark, Lucas Lund est formé par le Viborg FF, où il commence sa carrière. Il joue son premier match en professionnel, lors d'une rencontre de coupe du Danemark contre le Vildbjerg SF le 8 août 2018. Il est titulaire et son équipe l'emporte largement par dix buts à zéro. 
Le 24 septembre 2020, Lucas Lund prolonge son contrat avec le Viborg FF jusqu'en décembre 2023.
Il participe à la montée du club en première division, le Viborg FF étant sacré champion de deuxième division à l'issue de la saison 2020-2021.
Il découvre alors l'élite du football danois, jouant son premier match le 18 juillet 2021, lors de la première journée de la saison 2021-2022 contre le FC Nordsjælland. Il est titularisé et son équipe l'emporte par deux buts à un.
Titulaire dans les buts de Viborg, il participe activement à la lutte pour le podium du championnat danois lors de la saison 2022-2023, son équipe étant l'une des surprises de la saison en se battant pour une place européenne.

### En sélection nationale
Lucas Lund représente l'équipe du Danemark des moins de 19 ans, de 2018 à 2019, pour un total de trois matchs joués.

## Palmarès
Viborg FF
- Championnat du Danemark D2 (1) :
  - Champion : 2020-21.